# 羅馬尼亞葡萄酒

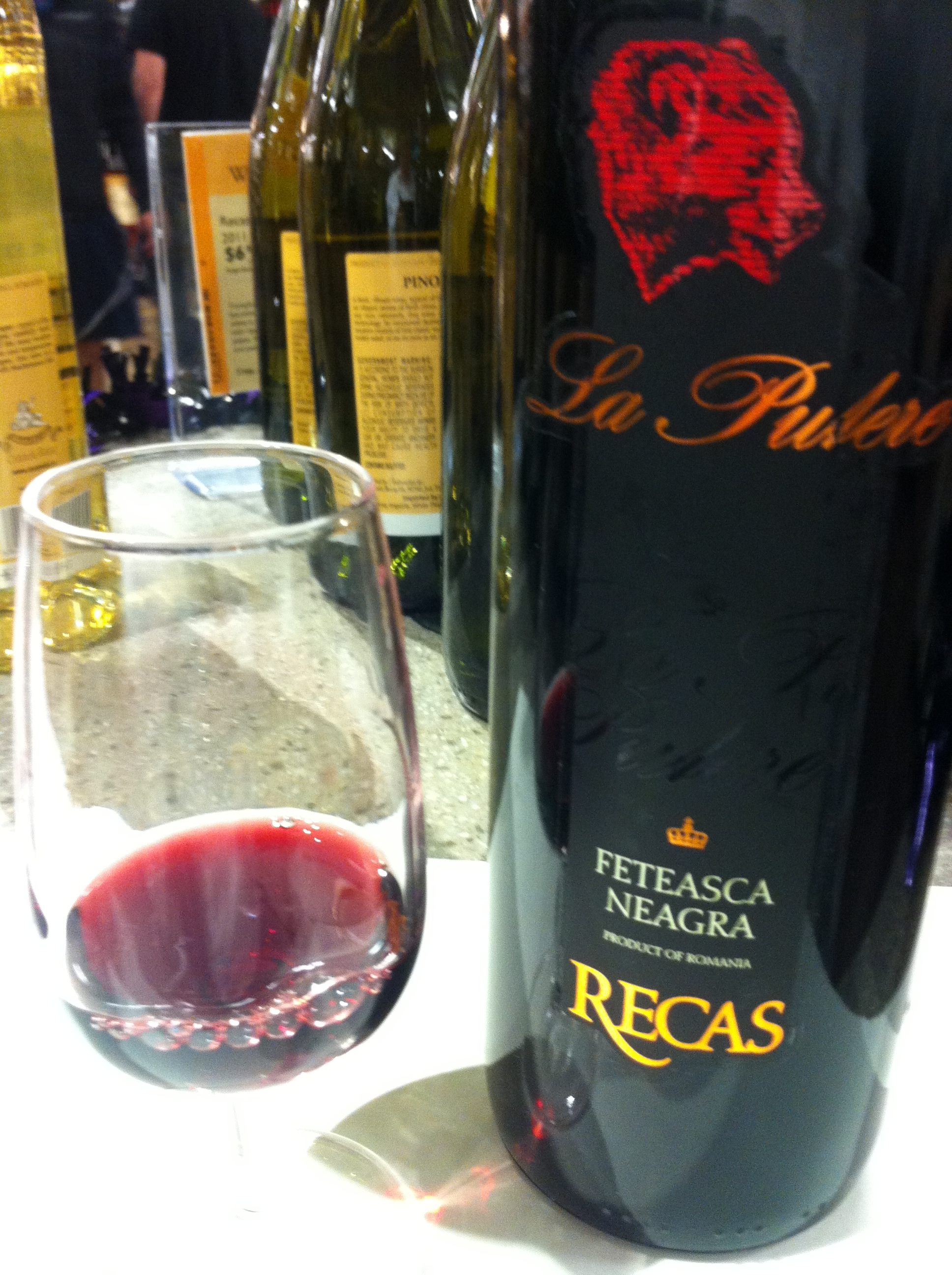
羅馬尼亞釀製的黑姑娘葡萄酒

羅馬尼亞是歐洲重要的葡萄酒產地。羅馬尼亞是世界釀造葡萄酒歷史最久的國家之一，釀酒歷史超過6000年。羅馬尼亞現在每年的葡萄酒產量和希臘、匈牙利相當，約在世界第15位。羅馬尼亞最大的葡萄酒產區是東北部的摩爾達維亞地區，佔羅馬尼亞國內葡萄酒總產量的三分之一。雅西縣的科特納里是羅馬尼亞最著名的葡萄酒產地。19世紀後期，羅馬尼亞葡萄酒在法國巴黎曾經十分流行。1947年，羅馬尼亞成為社會主義國家之後，羅馬尼亞葡萄酒遠離了國際市場，成為蘇聯陣營的主要葡萄酒產地，是蘇聯主要葡萄酒供給地。1960年代，羅馬尼亞大片耕地變為葡萄田。1990年代後期，羅馬尼亞葡萄田的面積達25萬公頃。羅馬尼亞社會主義體制在1989年結束之後，羅馬尼亞葡萄酒重新回到國際市場。

## 外部連結
- 羅馬尼亞飲食和葡萄酒 （页面存档备份，存于） - 羅馬尼亞觀光局 （英文）